# Guerra civile lituana (1432-1438)
La guerra civile lituana del 1432–1438 fu un conflitto per la successione al trono del Granducato di Lituania, dopo la morte di Vitoldo il Grande nel 1430 senza eredi. La guerra venne combattuta su un fronte da Švitrigaila, alleato dei Cavalieri Teutonici, e sull'altro da Sigismund Kęstutaitis, sostenuto dal Regno di Polonia. La guerra minacciava infatti di troncare l'Unione di Krewo, l'unione personale stabilitasi tra Polonia e Lituania. L'alleanza di Švitrigaila col gran maestro dell'Ordine Teutonico, Paul von Rusdorf, lanciò in contemporanea anche la guerra polacco-teutonica (1431-1435), ma non riuscì ad assicurare la vittoria a Švitrigaila.
Quando Sigismondo prese il potere in Lituania nel 1432, il paese venne diviso in due con devastanti ostilità interne che perdurarono per altri tre anni. Per impedire ai cavalieri teutonici di continuare a prestare il loro aiuto a Švitrigaila, la Polonia lanciò un'invasione hussita della Prussia nel 1433. La guerra si concluse con una definitiva sconfitta di Švitrigaila e dei suoi alleati, il ramo livoniano dei Cavalieri Teutonici, nella battaglia di Pabaiskas nel settembre del 1435. Švitrigaila si arrese nel 1437; Sigismund Kęstutaitis governò la Lituania per soli otto anni prima di essere assassinato nel 1440.

## Preludio
Il Granducato di Lituania e il Regno di Polonia avevano dato vita ad un'unione personale alcuni decenni prima del conflitto, inglobando nel 1385 l'Unione di Krewo, nel 1392 il trattato di Ostrów e nel 1413 l'Unione di Horodło. I due stati decisero di unire le loro forze contro il nemico comune, i Cavalieri Teutonici, nella battaglia di Grunwald del 1410. La sconfitta di questi ultimi nella battaglia diminuì ma non appianò completamente la potenza militare dell'ordine, che continuò a condurre piccoli conflitti ulteriori. Le tensioni interne che tentavano di unificare lo Stato persistettero anche dopo la battaglia. Mentre Jogaila (Jagiello) e Vitoldo si erano convertiti al cattolicesimo, l'élite ortodossa orientale, assieme ai magnati lituani, si oppose all'unione con la Polonia.
Il 27 ottobre 1430 Vitoldo il Grande, Granduca di Lituania, morì improvvisamente senza lasciare né eredi né un testamento. La sua incoronazione come re di Lituania era avvenuta nel settembre del 1430, ma i polacchi avevano impedito alla corona di giungere fisicamente in Lituania. L'unica figlia di Vitoldo, Sofia di Lituania, aveva sposato Vasily I di Mosca ed aveva un avuto un solo figlio sopravvissutogli, Basilio II. Egli era di fede ortodossa e pertanto non poteva essere posto a capo del recentemente cristianizzato territorio del granducato lituano. La sua aderenza alla fede ortodossa gli impedì di divenire pretendente al trono. I due principali candidati cattolici erano il fratello di Vitoldo, Sigismund Kęstutaitis, e il cugino di Vitoldo, Švitrigaila.
La nobiltà lituana unilateralmente elesse Švitrigaila quale nuovo granduca. Questo atto violava deliberatamente i termini dell'Unione di Horodlo del 1413, secondo la quale i lituani avevano giurato di non eleggere alcun granduca senza il consenso del re di Polonia. All'epoca Jogaila, re di Polonia e fratello di Švitrigaila, si trovava in Lituania per partecipare ai funerali di Vitoldo. Il 7 novembre 1430, egli annunciò di approvare l'elezione appena avvenuta e le relazioni polacco-lituane vennero definite con un accordo siglato il 15 agosto 1431. Ad ogni modo scoppiò un conflitto armato per le dispute territoriali in Podolia e in Volinia che, secondo la nobiltà polacca, sulla base dei termini dell'accordo raggiunto nel 1411, sarebbero spettate al governo della Lituania unicamente per il periodo di vita di Vitoldo.

## La guerra di Luc'k

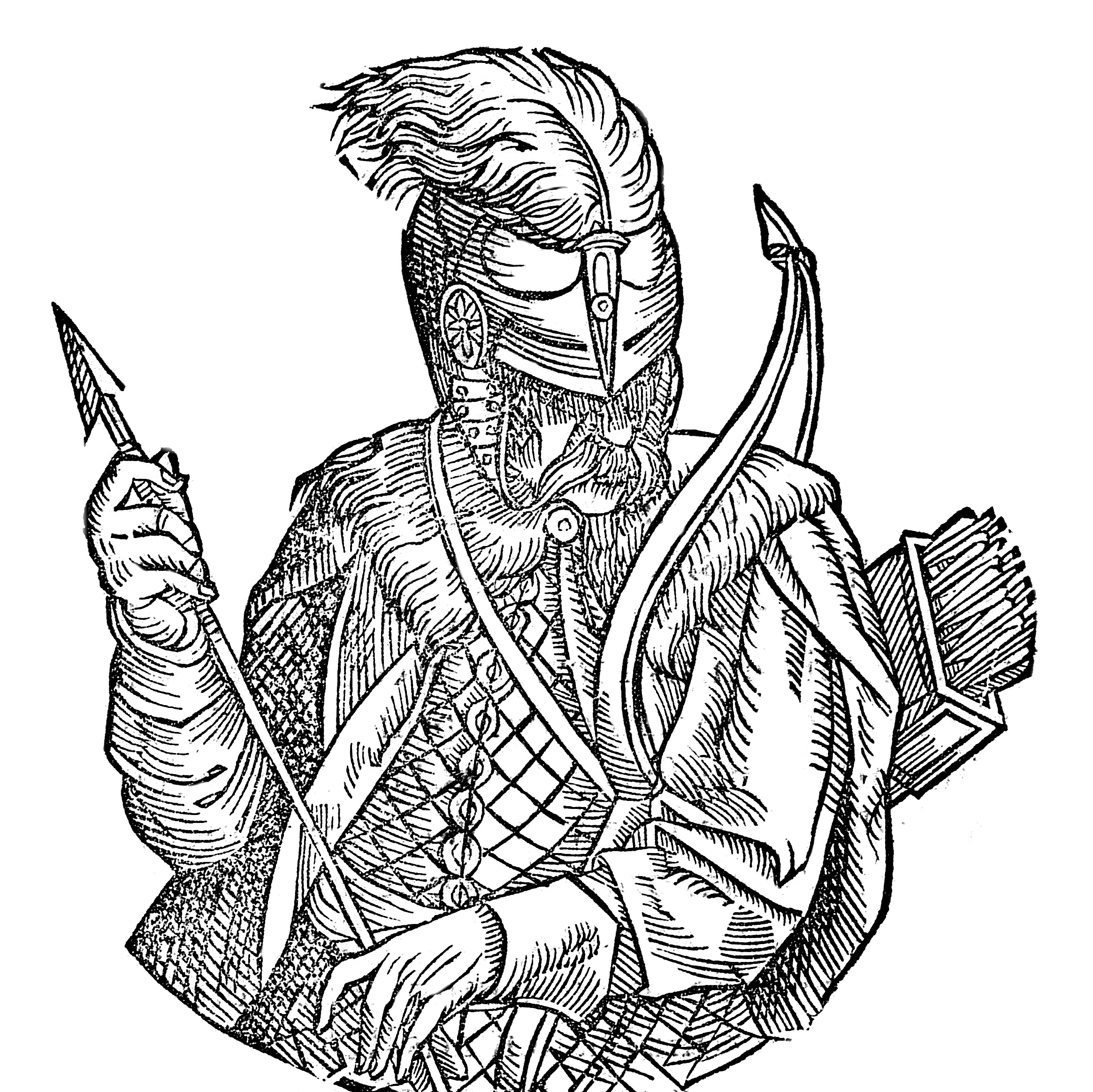
Švitrigaila ritratto da Alexander Guagnini

Quando le truppe polacche invasero la Podolia, Švitrigaila arrestò suo fratello Jogaila, re di Polonia, a Vilnius. Jogaila venne rilasciato con la promessa di restituire la Podolia al Granducato di Lituania. La nobiltà polacca, guidata dal cardinale Zbigniew Oleśnicki, si radunò a Sandomierz nel febbraio del 1431. Oltraggiati dalla promessa del re, i nobili richiesero che Švitrigaila riconoscesse la sua fedeltà feudale a Jogaila. Švitrigaila si rifiutò, professando una propria piena indipendenza da legami feudali, chiedendo persino all'imperatore Sigismondo del Sacro Romano Impero di inviargli la corona destinata a Vitoldo. Nella medesima lettera, Švitrigaila promise la propria fedelà a Sigismondo e discusse di un possibile suo matrimonio con una delle figlie del Voivoda di Moldavia.
Švitrigaila iniziò ad organizzare una coalizione anti-polacca. Negoziò con i Cavalieri Teutonici, con l'imperatore Sigismondo del Sacro Romano Impero, con la Moldavia, con l'Orda d'Oro e coi duchi delle terre orientali del Granducato di Lituania. L'alleanza più importante la concluse certamente con l'Ordine Teutonico il quale stava da tempo cercando di spezzare l'Unione polacco-lituana che aveva portato alla sconfitta dell'Ordine nella battaglia di Grunwald (1410). Nel giugno del 1431 i Cavalieri Teutonici e Švitrigaila siglarono il trattato di Christmemel. La causa di Švitrigaila venne assistita anche dalle forze moldave guidate da Alessandro il Buono, che attaccò la Polonia da sudest.
Il 25 giugno 1431, l'esercito polacco invase la Volinia e catturò parte della regione assieme a Horodło, Volodymyr-Volyns'kyj, Zbaraž, sconfiggendo gli uomini di Švitrigaila presso Luc'k. Ad ogni modo, i polacchi non riuscirono a catturare il castello di Luc'k. Nel contempo, sulla base del Trattato di Christmemel, i cavalieri teutonici dichiararono guerra ed invasero la Polonia. Trovando ben poca opposizione, i cavalieri razziarono le terre di Dobrzyń (secoli prima occupate dall'omonimo Ordine), prendendo la città di Nieszawa, e tentando poi di muoversi verso le regioni di Cuiavia e Krajna. Ad ogni modo, l'esercito teutonico venne sconfitto il 13 settembre 1431 a Dabki, presso Nakel (oggi Naklo nad Notecia). Švitrigaila, che si trovava assediato al Castello di Lubart, si offrì di negoziare la pace il 20 agosto. Il 26 agosto venne raggiunto un accordo ponendo così fine alla cosiddetta guerra di Luc'k. Una guerra formale venne siglata a Staryj Čortoryjs'k il 1º settembre e perdurò sino al 24 giugno 1433. L'accordo si presentò più favorevole alla Polonia. La tregua non risolse la disputa e la battaglia si trasformò in una lotta diplomatica nella quale la Polonia cercava di rivolgere i nobili lituani contro Švitrigaila.

## Il colpo di Stato in Lituania

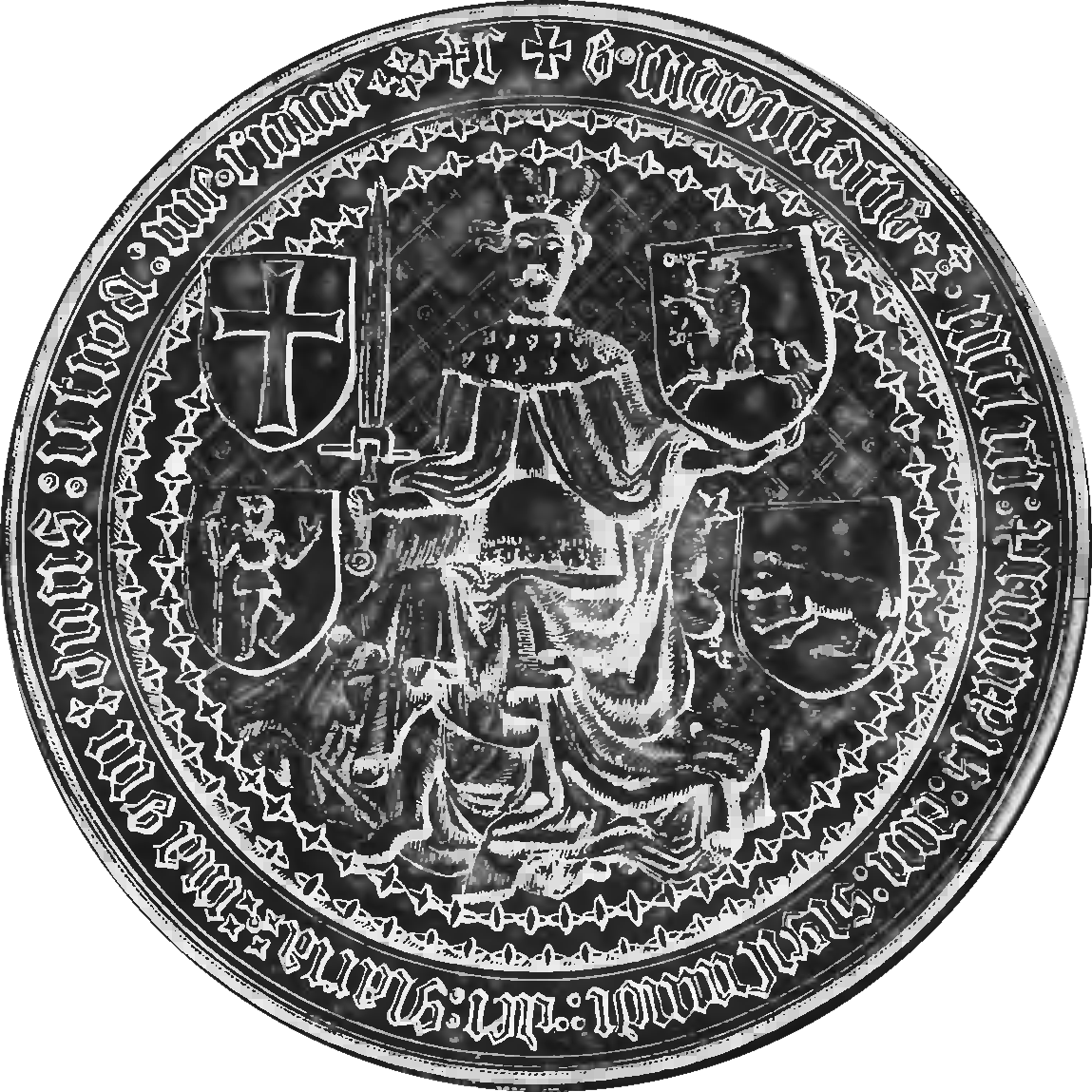
Sigillo reale di Sigismund Kęstutaitis

Nell'aprile del 1432 a Sieradz, i polacchi offrirono a Švitrigaila il medesimo onore ricevuto da Vitoldo quando era in vita: Švitrigaila venne nominato Granduca e Jogaila, Supremo Duca, alla morte di Švitrigaila avrebbe potuto ereditarne il trono. Švitrigaila si rifiutò. Il 31 agosto 1432, un gruppo di cospiratori (tra cui Semen Olshanski, Petras Mangirdaitis e (Jonas Goštautas), attaccarono Švitrigaila e la sua scorta a Ašmjany, dove si erano fermati. Švitrigaila e diversi suoi sostenitori (in primis Jurgis Gedgaudas e Jonas Manvydas) tentarono di fuggire verso Polotsk mentre sua moglie, incinta, rimase sul posto. I cospiratori insediarono Sigismund Kęstutaitis, fratello di Vitoldo, come nuovo granduca. Non è chiaro quale gruppo supportasse Sigismondo né perché (probabilmente alcuni nobili lituani che non ottennero i favori sperati da Švitrigaila oppure duchi di fede ortodossa). Sigismondo, che prima del colpo di Stato non aveva avuto un ruolo importante nella politica lituana, e che inizialmente aveva supportato Švitrigaila, riprese la sua politica di unione con la Polonia. Il 15 ottobre 1432 siglò l'Unione di Grodno che in sostanza confermò l'Unione di Vilnius e Radom (1401) e garantì a Sigismondo i medesimi diritti goduti da Vitoldo durante il suo regno. Con la morte di Sigismondo, la Lituania sarebbe tornata al re di Polonia. Sigismondo fece inoltre delle concessioni territoriali alla Polonia in Podolia e Volinia.
Per ottenere il supporto dei nobili, nel maggio del 1434 Sigismondo concesse un privilegio sia ai nobili cattolici sia a quelli ortodossi. Il privilegio garantiva loro il diritto di acquistare, vendere, scambiare o ereditare terre. I veldamas, una classe di contadini indipendenti, vennero liberati dalle tasse e dalle obbligazioni in quanto ora tutte le loro terre erano di proprietà dell'aristocrazia. Nessun nobile poteva essere punito o imprigionato senza un regolare processo. La Lituania si divise in due fronti: i sostenitori di Sigismondo (le terre lituane, la Samogizia, il Voivodato di Trakai e Minsk) ed i sostenitori di Švitrigaila (Polack, Vicebsk, Smolensk, Kiev, Volinia). Ebbero così inizio tre anni di ostilità devastanti. L'8 dicembre 1432 gli eserciti di Švitrigaila e Sigismondo si scontrarono nella battaglia di Ašmjany. Švitrigaila aveva chiesto l'aiuto di Sayid Ahmad I, Khan dell'Orda d'Oro, e scritto a papa Eugenio IV e al Concilio di Firenze nella speranza di ottenere supporto con la promessa dell'unione della Chiesa locale sotto l'egida del pontefice. Pianificò di attaccare la capitale del Granducato, Vilnius, e riprendersi così il trono. Entrambe le parti subirono pesanti sconfitte, ma la vittoria finale spettò a Sigismondo. L'Ordine Teutonico ufficialmente osservò la tregua prescritta, ma continuò segretamente a supportare Švitrigaila attraverso il suo ramo livoniano.

## L'invasione hussita della Prussia
Nel giugno del 1433 la Polonia si alleò con gli hussiti cechi per fermare l'Ordine Teutonico dall'inviare segretamente aiuti a Švitrigaila tramite l'Ordine livoniano. I cavalieri teutonici godevano del supporto del papa e dell'imperatore contro gli eretici hussiti e vennero pertanto così ad iniziare le guerre hussite. Durante l'ultima fase degli scontri, le forze ceche al comando di Jan Capek di Sány vennero supportate anche dal duca Bogislavo IX di Stolp, in Pomerania. Per quattro mesi gli hussiti razziarono i territori teutonici a Neumark, in Pomerania, e nella Prussia occidentale. Attaccarono Konitz (oggi Chojnice), Schwetz (oggi Swiecie) e Danzica. Presero diverse città e castelli, tra cui Dirschau (oggi Tczew) il 29 agosto 1433. Malgrado il fallito assedio di Danzica, gli hussiti celebrarono la loro vittoria riempiendo le loro bottiglie simbolicamente con l'acqua del Mar Baltico.
Il 13 settembre 1433 venne firmata una tregua a Jasiniec. I negoziati polacco-teutonici continuarono a Brześć Kujawski, mentre quelli hussito-cattolici continuarono al Concilio di Firenze ed alla dieta ceca di Praga. L'invasione condotta dai polacchi del Neumark e della Pomerania si dimostrò un successo, tagliando fuori l'Ordine Teutonico dal sostegno del Sacro Romano Impero e convincendo l'Ordine a sottoscrivere un trattato con i Polacchi. Il 15 dicembre 1433 la tregua fu sottoscritta dai Polacchi e dall'Ordine a Łęczyca (portando alcuni storici polacchi a dividere questa guerra polacco-teutonica in due guerre: quella fra il 1431 e il 1433 e quella del 1435). I Cavalieri Teutonici accolsero la maggior parte delle richieste dei Polacchi, compresa quella che l'Ordine cessasse di appoggiare Švitrigaila e ciascuna delle parti avrebbe controllato i territori che occupava fino a pace conclusa (uti possidetis), e nessuna delle parti avrebbe cercato la mediazione di una potenza straniera per modificare questo trattato. Ciò segnò la fine della guerra sul suolo polacco; il conflitto sulle terre lituane sarebbe continuato per altri due anni, finché il trattato con la Polonia non venne esteso all'Ordine livoniano e poi confermato qualche anno dopo dal Gran maestro Heinrich von Böckenförde.

## La battaglia decisiva
Tra luglio ed agosto del 1433, Švitrigaila ed i suoi alleati livoniani razziarono Lida, Krėva e Eišiškes e devastarono i sobborghi di Vilnius, Trakai e Kaunas. Le ostilità vennero brevemente bloccate da una malattia dei cavalli. Quando Jogaila morì nel maggio del 1434, l'Ordine tornò verso Švitrigaila, che vantava tra i suoi sostenitori anche l'ordine livoniano, i duchi ortodossi, e suo nipote Zygmund Korybut, famoso comandante militare degli hussiti. Nel luglio del 1435, Švitrigaila scoprì e sventò un colpo di Stato contro di lui a Smolensk. Il leader di questa azione era il vescovo ortodosso Gerasimo, consacrato metropolitano di Mosca nel 1432, che venne condannato pertanto al rogo. La battaglia finale, a Pabaiskas, venne combattuta nel settembre del 1435 presso Ukmergė (Vilkomir, Wilkomierz), a nordovest di Vilnius. Si stima che vi furono coinvolti circa 30 000 uomini da ambo le parti. L'esercito di Švitrigaila, guidato da Zygmund Korybut, venne diviso dall'attacco dell'esercito polacco-lituano guidato da Mykolas Žygimantaitis, e pesantemente sconfitto.
Švitrigaila, con un piccolo gruppo di sostenitori, tentò di fuggire a Polack. L'Ordine livoniano subì una pesante sconfitta comparabile a quella subita dai Cavalieri Teutonici a Grunwald nel 1410. Il 31 dicembre 1435 i cavalieri teutonici siglarono la pace di Brześć Kujawski con la quale si accordarono per cessare il loro supporto a Švitrigaila, e per il futuro di supportare unicamente i granduchi eletti da Polonia e Lituania insieme. L'intesa non mutò i confini definiti col trattato di Melno nel 1422. La pace di Brześć Kujawski mostrò de facto come i cavalieri teutonici avessero ormai perso il loro status di missionari universali. Gli ordini teutonico e livoniano non interferirono più negli affari politici della confederazione polacco-lituana; Polonia e Lituania vennero coinvolte nella guerra dei tredici anni (1454-1466).

## Conseguenze
Švitrigaila perse la sua influenza sui principati slavi e non poté più resistere al potere della Polonia. Il 4 settembre 1437 tentò di riconciliarsi con la Polonia: gli venne proposto di governare le terre da Kiev alla Volinia, e dopo la sua morte tali territori sarebbero passati alla Polonia. Ad ogni modo, a causa delle pesanti proteste mosse da Sigismondo, il senato polacco declinò l'offerta. Nel 1438 Švitrigaila si ritirò in Moldavia. Il regno di Sigismund Kęstutaitis fu breve: venne assassinato nel 1440. Švitrigaila ritornò dall'esilio nel 1442 e governò Luc'k sino alla sua morte avvenuta un decennio dopo.
Il figlio di Jogaila, Casimiro IV Jagellone, nato nel 1426, ricevette l'approvazione come hospodar ereditario dalle famiglie aristocratiche della Lituania nel 1440. Questo evento è stato visto da storici come Jerzy Lukowski e Hubert Zawadzki come il termine della lotta di successione.